# PDC Development Tour 2021
Die PDC Development Tour 2021 war eine Turnierserie der Professional Darts Corporation für Spieler im Alter zwischen 16 und 23 Jahren. Teilnahmeberechtigt waren die Spieler sofern sie nicht unter den besten 32 der PDC Order of Merit klassierten. Die Development Tour wurde erstmals zweigeteilt ausgetragen. So gab es separate Turniere für Großbritannien und Europa. Dabei fanden jeweils 12 Events statt, die alle aufgrund der COVID-19-Pandemie in der zweiten Jahreshälfte ausgetragen wurden. 
Die jeweils ersten Spieler der jeweiligen Order of Merit erhielten eine Tour Card für die PDC Pro Tour und qualifizierten sich zudem für die PDC World Darts Championship 2022 und den Grand Slam of Darts 2022. Den Plätzen zwei bis acht wurde ein Startplatz bei der PDC Qualifying School 2022 finanziert und waren zudem für die PDC World Youth Championship 2021 qualifiziert. Die besten 8 Spieler, die nach der Qualifying School 2022 keine Tour Card besitzen, waren zudem für die UK Open 2022 qualifiziert.
Da Rusty-Jake Rodriguez, der Sieger der Europäischen Development Tour, sich bereits über die PDC Pro Tour Order of Merit für die Weltmeisterschaft qualifiziert hatte, rückte Fabian Schmutzler als Zweiter nach. In Großbritannien gewann Bradley Brooks die Development Tour.

## Preisgelder
| Position (Anzahl der Spieler)      | Position (Anzahl der Spieler) | Preisgeld |
| ---------------------------------- | ----------------------------- | --------- |
| Gewinner                           | (1)                           | £ 2.000   |
| Finalist                           | (1)                           | £ 1.000   |
| Halbfinalisten                     | (2)                           | £ 500     |
| Viertelfinalisten                  | (4)                           | £ 300     |
| Achtelfinalisten                   | (8)                           | £ 200     |
| Verlierer der Runde der letzten 32 | (16)                          | £ 100     |
| Verlierer der Runde der letzten 64 | (32)                          | £ 50      |

## UK Development Tour
| Nr. | Datum      | Austragungsort | Sieger          | Ergebnis | Finalist          |
| --- | ---------- | -------------- | --------------- | -------- | ----------------- |
| 1   | 20.08.2021 | Milton Keynes  | Reece Colley    | 5 : 3    | Dom Taylor        |
| 2   | 20.08.2021 | Milton Keynes  | Keelan Kay      | 5 : 4    | Dom Taylor        |
| 3   | 21.08.2021 | Milton Keynes  | Dom Taylor      | 5 : 4    | Jack Male         |
| 4   | 21.08.2021 | Milton Keynes  | Liam Meek       | 5 : 3    | Dom Taylor        |
| 5   | 22.08.2021 | Milton Keynes  | Nathan Rafferty | 5 : 3    | Daniel Perry      |
| 6   | 22.08.2021 | Milton Keynes  | Bradley Brooks  | 5 : 2    | Ted Evetts        |
| 7   | 29.10.2021 | Barnsley       | Ted Evetts      | 5 : 1    | Nathan Rafferty   |
| 8   | 29.10.2021 | Barnsley       | Bradley Brooks  | 5 : 3    | Jarred Cole       |
| 9   | 30.10.2021 | Barnsley       | Keelan Kay      | 5 : 4    | Killian Heffernan |
| 10  | 30.10.2021 | Barnsley       | Reece Colley    | 5 : 2    | Lewis Pride       |
| 11  | 31.10.2021 | Barnsley       | Nathan Rafferty | 5 : 4    | Ted Evetts        |
| 12  | 31.10.2021 | Barnsley       | Bradley Brooks  | 5 : 1    | Keelan Kay        |

### Order of Merit
| Platz | Spieler           | Preisgeld |
| ----- | ----------------- | --------- |
| 1.    | Bradley Brooks    | £ 7.900   |
| 2.    | Nathan Rafferty   | £ 6.650   |
| 3.    | Keelan Kay        | £ 6.200   |
| 4.    | Dom Taylor        | £ 5.900   |
| 5.    | Ted Evetts        | £ 5.050   |
| 6.    | Reece Colley      | £ 4.800   |
| 7.    | Liam Meek         | £ 4.800   |
| 8.    | Jarred Cole       | £ 2.750   |
| 9.    | Keane Barry       | £ 2.500   |
| 10.   | Cameron Anderson  | £ 2.100   |
| 11.   | Joshua Richardson | £ 2.050   |
| 12.   | Lewis Pride       | £ 1.850   |
| 13.   | Jack Male         | £ 1.850   |
| 14.   | Killian Heffernan | £ 1.800   |
| 15.   | Justin Smith      | £ 1.800   |
| 16.   | Conor Heneghan    | £ 1.650   |

## European Development Tour
| Nr. | Datum      | Austragungsort | Sieger               | Ergebnis | Finalist            |
| --- | ---------- | -------------- | -------------------- | -------- | ------------------- |
| 1   | 20.08.2021 | Niedernhausen  | Jurjen van der Velde | 5 : 2    | Bradly Roes         |
| 2   | 20.08.2021 | Niedernhausen  | Rusty-Jake Rodriguez | 5 : 3    | Jeroen Mioch        |
| 3   | 21.08.2021 | Niedernhausen  | Kevin Doets          | 5 : 4    | Mike van Duivenbode |
| 4   | 21.08.2021 | Niedernhausen  | Niels Zonneveld      | 5 : 3    | Geert Nentjes       |
| 5   | 22.08.2021 | Niedernhausen  | Rusty-Jake Rodriguez | 5 : 0    | Niels Zonneveld     |
| 6   | 22.08.2021 | Niedernhausen  | Rusty-Jake Rodriguez | 5 : 1    | Niko Springer       |
| 7   | 05.11.2021 | Niedernhausen  | Rusty-Jake Rodriguez | 5 : 3    | Fabian Schmutzler   |
| 8   | 05.11.2021 | Niedernhausen  | Sebastian Białecki   | 5 : 4    | Geert Nentjes       |
| 9   | 06.11.2021 | Niedernhausen  | Rusty-Jake Rodriguez | 5 : 1    | Niko Springer       |
| 10  | 06.11.2021 | Niedernhausen  | Fabian Schmutzler    | 5 : 2    | Marcel Gerdon       |
| 11  | 07.11.2021 | Niedernhausen  | Fabian Schmutzler    | 5 : 2    | Adam Gawlas         |
| 12  | 07.11.2021 | Niedernhausen  | Nico Kurz            | 5 : 1    | Dominik Grüllich    |

### Order of Merit
| Platz | Spieler              | Preisgeld |
| ----- | -------------------- | --------- |
| 1.    | Rusty-Jake Rodriguez | £ 11.800  |
| 2.    | Fabian Schmutzler    | £ 6.000   |
| 3.    | Geert Nentjes        | £ 4.100   |
| 4.    | Niels Zonneveld      | £ 4.000   |
| 5.    | Sebastian Białecki   | £ 3.950   |
| 6.    | Jurjen van der Velde | £ 3.700   |
| 7.    | Niko Springer        | £ 3.650   |
| 8.    | Kevin Doets          | £ 3.400   |
| 9.    | Mike van Duivenbode  | £ 3.100   |
| 10.   | Nico Kurz            | £ 2.950   |
| 11.   | Maikel Verberk       | £ 2.750   |
| 12.   | Adam Gawlas          | £ 2.650   |
| 13.   | Roman Benecký        | £ 2.250   |
| 14.   | Tomáš Houdek         | £ 2.000   |
| 15.   | Damian Mol           | £ 1.950   |
| 16.   | Marcel Gerdon        | £ 1.850   |